# Torre Sport Club
El Torre Sport Club fue un equipo de fútbol de Brasil que jugó en el Campeonato Pernambucano, la primera división del estado de Pernambuco.

## Historia
Fue fundado el 13 de septiembre de 1909 en el barrio de Torre de Recife, capital del estado de Pernambuco por idea de Estácio Coimbra, el entonces gobernador del estado de Pernambuco.
Fue uno de los equipos fundadores del Campeonato Pernambucano, del cual participó constantemente desde su fundación, aunque sus primeros logros fueron obtenidos dentro de los torneos de Recife.
Fue uno de los equipos más dominantes del estado de Pernambuco durante la década de los años 1920, donde ganó el torneo inicio en dos ocasiones y ganó tres títulos estatales en siete finales que jugó, incluyendo la edición de 1929 en la que fue el primer campeón estatal de manera invicta.
El club deja de participar en el Campeonato Pernambucano en 1940 y termina desapareciendo en 1944 por problemas administrativos, aunque el club continúa existiendo en divisiones menores.

## Rivalidades
El club contó con cuatro rivalidades a lo largo de su historia:
- Clásico Barreirense vs Tramways Sport Club
- Clásico da Paixao vs Íris Sport Club
- Clásico Guerrero vs Israelita Sport Club
- Clásico de Maestros vs Santa Maria Athletico Club

Todas estas rivalidades surgieron dentro del municipio de Recife.

## Palmarés

### Estatal
- Campeonato Pernambucano: 3

1926, 1929, 1930
- Torneo Inicio de Pernambuco: 2

1922, 1929

### Regional
- Liga Desportiva de Torre: 1

1911
- Liga Suburbana: 4

1915, 1919, 1920, 1921
- Copa Torre: 8

1921, 1926, 1928, 1929, 1930, 1932, 1940, 1942
- Copa Mariavel do Prado: 1

1930
- Copa Provincia: 1

1922
- Copa Maternidad: 1

1919
- Taça Match de Luta Romana - Floriano x Goldstein: 1

1928